# John Pulman
Herbert John Pulman (n. 12 decembrie 1923, Devon, Anglia, Regatul Unit – d. 25 decembrie 1998, Northampton, Anglia, Regatul Unit) a fost un jucător englez de snooker care a dominat acest sport în anii '60.
Pulman câștigat campionatul mondial de opt ori. A devenit ulterior și comentator BBC și ITV. 